# Quốc kỳ România
Quốc kỳ România (tiếng România: Drapelul României) là một lá cờ có tỉ lệ 2:3, với ba sọc đứng lam - vàng - đỏ đều nhau.

## Đặc điểm
Hiến pháp România quy định rằng: "Quốc kỳ România có ba màu; các màu sắc được bố trí theo chiều dọc với thứ tự từ cột cờ: lam, vàng, đỏ". Tỉ lệ, sắc thái cũng như các giao thức sử dụng cờ được quy định bởi luật pháp vào năm 1994 và bổ sung vào năm 2001.
| Bố cục     | Lam        | Vàng       | Đỏ        |
| ---------- | ---------- | ---------- | --------- |
| Pantone    | 280c       | 116c       | 186c      |
| CMYK       | 99-86-1-00 | 2-18-95-0  | 4-99-94-0 |
| RGB        | 0-43-127   | 252-209-22 | 206-17-38 |
| Web colour | #002B7F    | #FCD116    | #CE1126   |

## Quốc kì trong lịch sử

(1848-1859)
(1859-1862)[cần dẫn nguồn]
(1862-1866)
(1866-1948)
(1948)
(1948-1952)
(1952-1965)
(1965–1989)
(1989–1990)
(1990-nay)

## Sách chuyên khảo
- Decree no. 1 of the provisional Government of Wallachia, published in Monitorul Român, no. 1 of 19 June/ngày 1 tháng 7 năm 1848.
- Decree no. 252 of the provisional Government of Wallachia, published in Monitorul Român, no. 6 of 19/ngày 31 tháng 7 năm 1848.
- The Law for establishing the coat of arms of Romania, adopted on ngày 24 tháng 4 năm 1867.
- The Law for modifying the coat of arms of Romania, published in Monitorul Oficial al României, no. 57 of 11/ngày 23 tháng 3 năm 1872.
- Decree no. 3 from ngày 8 tháng 1 năm 1948, regarding the attributions of the Presidium of the People's Republic of Romania, published in Monitorul Oficial, no. 7 of ngày 9 tháng 1 năm 1948.
- Decree no. 972 from ngày 5 tháng 11 năm 1968 regarding the symbols of the Socialist Republic of Romania, published in Buletinul Oficial, no. 141 of ngày 5 tháng 11 năm 1968.
- Decree-Law no. 2/1989 regarding the membership, organization and functioning of the Council of the National Salvation Front and of the territorial councils of the National Salvation Front Lưu trữ ngày 19 tháng 12 năm 2008 tại Wayback Machine, published in Monitorul Oficial no. 4 of ngày 27 tháng 12 năm 1989.
- Law no. 75, of ngày 16 tháng 7 năm 1994, regarding the display of the Romanian flag, the singing of the national anthem and the use of insignia containing the Romanian coat of arms by public authority and institutions, published in Monitorul Oficial no. 237 of ngày 26 tháng 8 năm 1994.
- Law no. 96 from ngày 20 tháng 5 năm 1998 regarding the proclamation of the National Flag Day Lưu trữ ngày 3 tháng 10 năm 2008 tại Wayback Machine, in Monitorul Oficial no. 190 of ngày 22 tháng 5 năm 1998.
- Governmental Decision no. 1157/2001 for approving the Regulations regarding the display of the Romanian flag, the singing of the national anthem and the use of insignia containing the Romanian coat of arms Lưu trữ ngày 2 tháng 5 năm 2014 tại Wayback Machine, published in Monitorul Oficial no. 776 of ngày 5 tháng 12 năm 2001.
- Law no. 15 from ngày 21 tháng 6 năm 1968: the Penal Code of Romania Lưu trữ ngày 2 tháng 5 năm 2014 tại Wayback Machine.